# Denis Onyango
Denis Masinde Onyango (Kampala, 15 de mayo de 1985) es un futbolista ugandés. Juega de arquero y su equipo actual es el Mamelodi Sundowns de la Premier Soccer League de Sudáfrica.

## Trayectoria
| Club                    | País      | Año           |
| ----------------------- | --------- | ------------- |
| Villa SC                | Uganda    | 2004-2005     |
| Saint-George            | Etiopía   | 2005-2006     |
| Supersport United       | Sudáfrica | 2006-2010     |
| Mpumalanga Black Aces   | Sudáfrica | 2010-2011     |
| Mamelodi Sundowns       | Sudáfrica | 2011-presente |
| Bidvest Wits (préstamo) | Sudáfrica | 2013-2014     |

## Palmarés

### Títulos nacionales
| Título                       | Club              | País      | Año  |
| ---------------------------- | ----------------- | --------- | ---- |
| Premier Soccer League        | Supersport United | Sudáfrica | 2009 |
| Premier Soccer League        | Supersport United | Sudáfrica | 2010 |
| Copa de Sudáfrica            | Mamelodi Sundowns | Sudáfrica | 2015 |
| Copa de la Liga de Sudáfrica | Mamelodi Sundowns | Sudáfrica | 2015 |
| Premier Soccer League        | Mamelodi Sundowns | Sudáfrica | 2016 |

### Títulos internacionales
| Título                      | Club (*)          | Sede       | Año  |
| --------------------------- | ----------------- | ---------- | ---- |
| Liga de Campeones de la CAF | Mamelodi Sundowns | Alejandría | 2016 |

(*) Incluyendo la selección

### Distinciones individuales
| Distinción                        | Año  |
| --------------------------------- | ---- |
| Arquero de la Temporada de la PSL | 2016 |